# 小两口
《小两口》，由名导演郑晓龙担任总导演的2013年都市情感剧，2012年8月17日在北京举行开机发布会，由贾乃亮、吴樾、韩彩英、吴辰君等主演，本剧透过展现两对80后（彭凯旋和于春晓、刘栋和戴娜）的婚姻日常生活历程，由不能适应，直到磨合，相互适应，建立幸福美满的家庭的过程，揭示婚姻与生活的真谛。2013年9月28日在深圳衛視首播。台灣MOD ELTA影劇於2014年6月13日及加拿大城市电视2高清台2014年5月10日起逢星期六、日西岸时间9:00AM及5:00PM播出。

## 剧情
于春晓（韩彩英饰）和戴娜（张天妤饰）是从小一起长大的好姐妹，从幼儿园就在一个班，小学、初中、高中也都没分开过。到大学，于春晓读的是中文，她学美术设计，毕业后又共同就职于一家时尚杂志社，连谈恋爱都几乎是同时开始，并前后脚儿结婚。
于春晓本是一名杂志社编辑，和房地产商彭凯旋（吴樾）恋爱2年谈婚论嫁，结婚后，在他的要求下辞职当起了家庭主婦並生了一个儿子。但是于春晓当了一段全职太太之后，卻对这种「老老实实待在家里」的主妇生活感到乏味，一个机会下，于春晓变成职业编剧，但却因而引起了大男子主义的彭凯旋心中不满，令二人关系变得紧张。
戴娜是副主编，事业有成，但是她的老公刘栋（贾乃亮饰）却是一个「家庭煮夫」，曾是国家一级游泳运动员，退役后找不到工作。后來刘栋在戴娜的敦促下，变成了健身教练。虽然刘栋很爱家，但是由于他不懂得拒绝以及骨子里对女性的依恋，从女客户到小时工到健身教练，都与他有扯不清关系，于是各种暧昧不断发生。可就在他发展得风生水起之时，为了支持戴娜，放弃了热爱的工作，为妻子经营画廊。刘栋一直很想要孩子，但是他却不知道戴娜隐藏了一个秘密……。

## 主要演员
| 演员   | 角色   | 备注                                                                              |
| 韩彩英 | 春晓   | 彭凯旋的妻子 虽有事业心却歪打正着当起全职太太                                     |
| 吴樾   | 彭凯旋 | 于春晓老公 出身于建筑世家，大男子主义                                               |
| 贾乃亮 | 刘栋   | 戴娜老公 退役运动员，弱点是情商低，对女性有着天生的依赖，为此使得妻子戴娜醋海翻波 |
| 张天妤 | 戴娜   | 刘栋的妻子                                                                        |
| 吴辰君 | 白羽洁 | 健身中心总经理兼教练                                                              |

## 外部連結
- 《小两口》官方微博
- 《小两口》新浪網專題 （页面存档备份，存于）
- 《小两口》深圳卫视專題

## 作品的變遷
| 臺灣 緯來綜合台 週一至週五 07:00 - 08:00 · 8月24日起改為 06:00 - 07:00 | 臺灣 緯來綜合台 週一至週五 07:00 - 08:00 · 8月24日起改為 06:00 - 07:00 | 臺灣 緯來綜合台 週一至週五 07:00 - 08:00 · 8月24日起改為 06:00 - 07:00 |
| ---------------------------------------------------------------------- | ---------------------------------------------------------------------- | ---------------------------------------------------------------------- |
|                                                                        | 小两口 （2015年8月6日 - 2015年9月18日）                                |                                                                        |
| 小儿难养 （2015年6月18日 - 2015年8月5日）                              | 老米家的婚事 （2015年9月21日 - 2015年11月3日）                         |                                                                        |